# Hermandad de Jesús Nazareno (Ponferrada)
La  Real Hermandad de Jesús Nazareno es una de las cinco cofradías que participan en la Semana Santa de la ciudad de Ponferrada (León, España). Es la más importante y antigua de las cofradías ponferradinas.

## Historia
La Hermandad fue fundada en la primera década del siglo XVII en la capilla de Nuestra Señora del Carmen.
Actualmente posee 3500-4000 hermanos. Cuenta con dos bandas, una banda infantil de percusión que lleva el nombre de "San Juanín", y una agrupación musical llamada "Nazien".
El uniforme clásico de la Hermandad es una túnica negra con cola y pucho del mismo color, con una soga de esparto al cuello. Desde mediados del siglo XX cuenta con otro hábito constituido por una túnica blanca con capa, pucho rojo y cíngulo del mismo color. También es característico de esta cofradía el nazareno lambrión chupacandiles, un nazareno de túnica negra y una campanilla de mano, que sale una semana antes del inicio de la Semana Santa anunciando la llegada de esta.
En marzo del año 2015 la Hermandad de Jesús Nazareno de Ponferrada consiguió la Declaración de Interés turístico Nacional de la Semana Santa de Ponferrada. En ese mismo año, el rey Felipe VI otorga a la Hermandad el título de Real.
En el año 2016 se crea el "Grupo Joven" de la Real Hermandad, conjunto de niños y jóvenes involucrados con la Semana Santa, la Cultura y la tradición Ponferradina.

## Procesiones

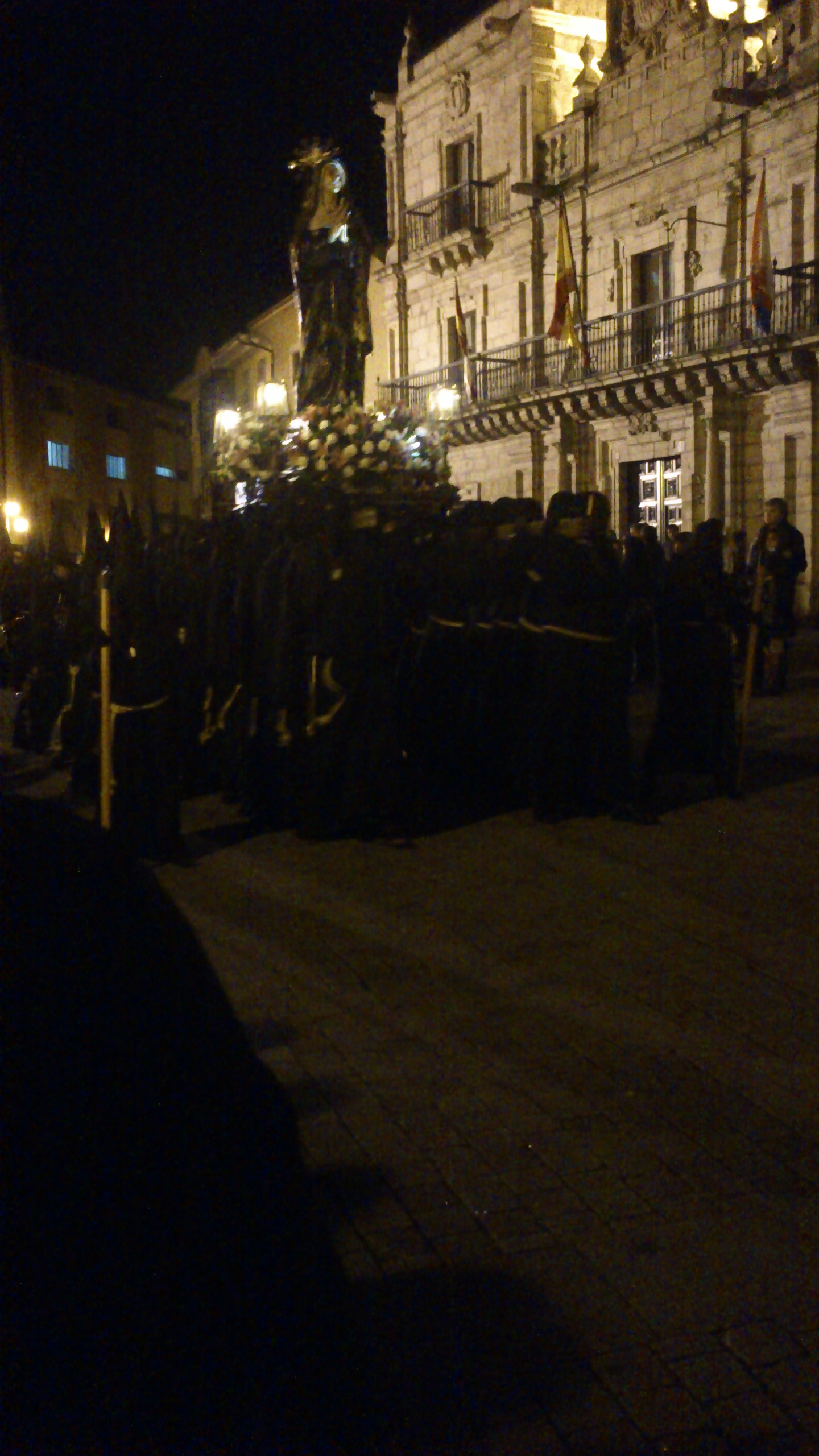
Procesión de la dolorosa pasando junto al ayuntamiento

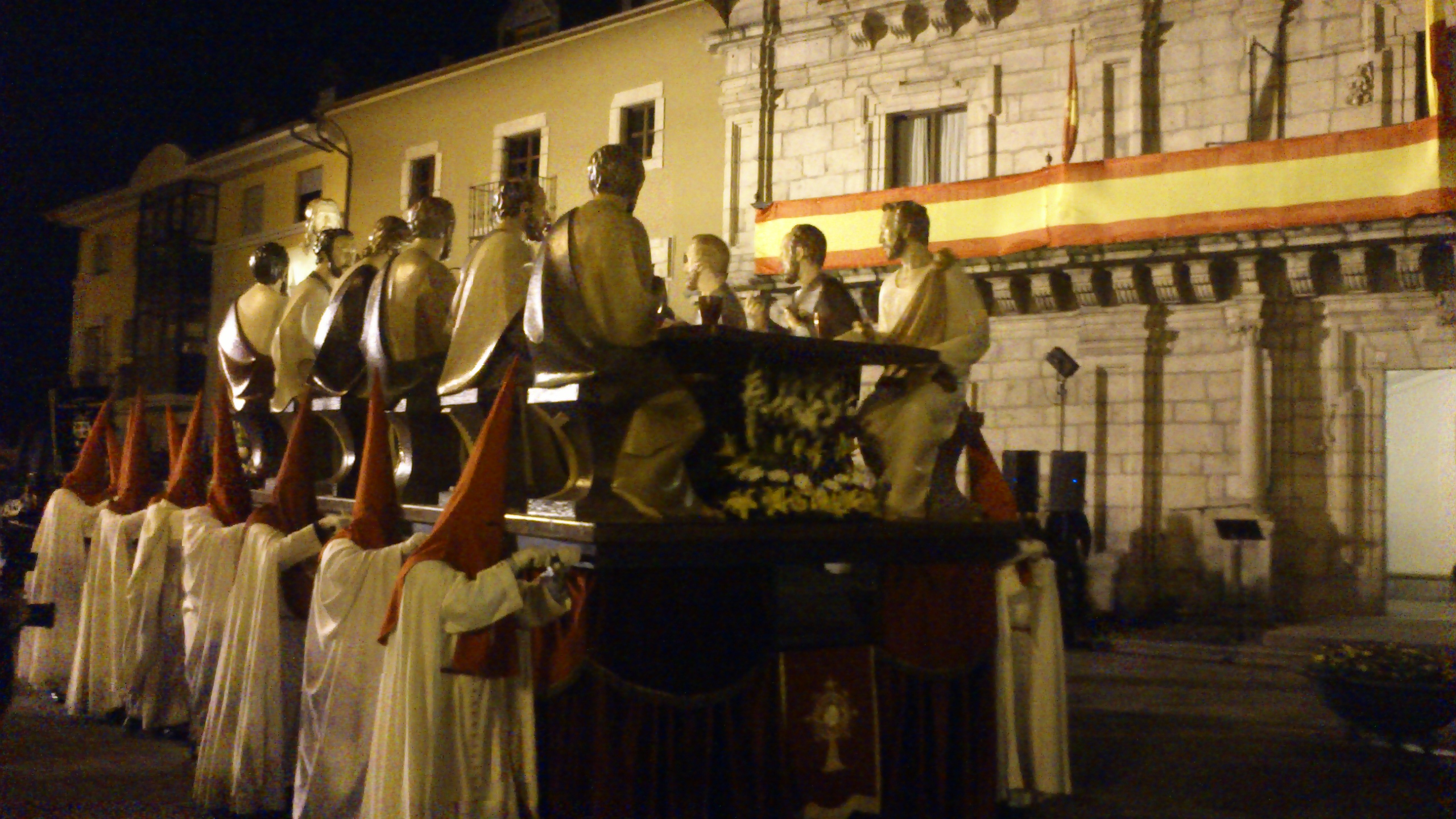
Paso de la Santa Cena

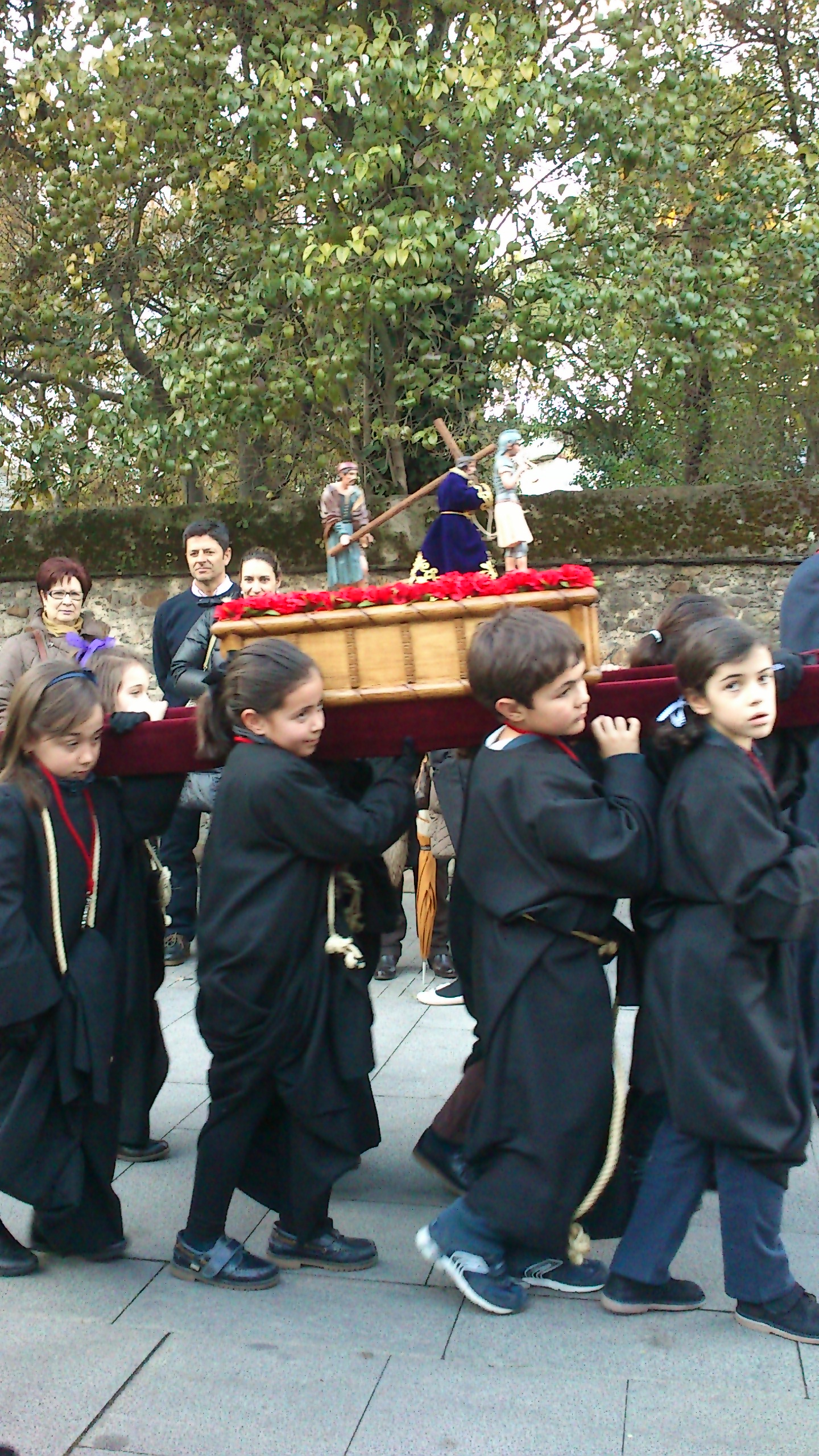
Minipaso de Jesús Nazareno en la procesión infantil

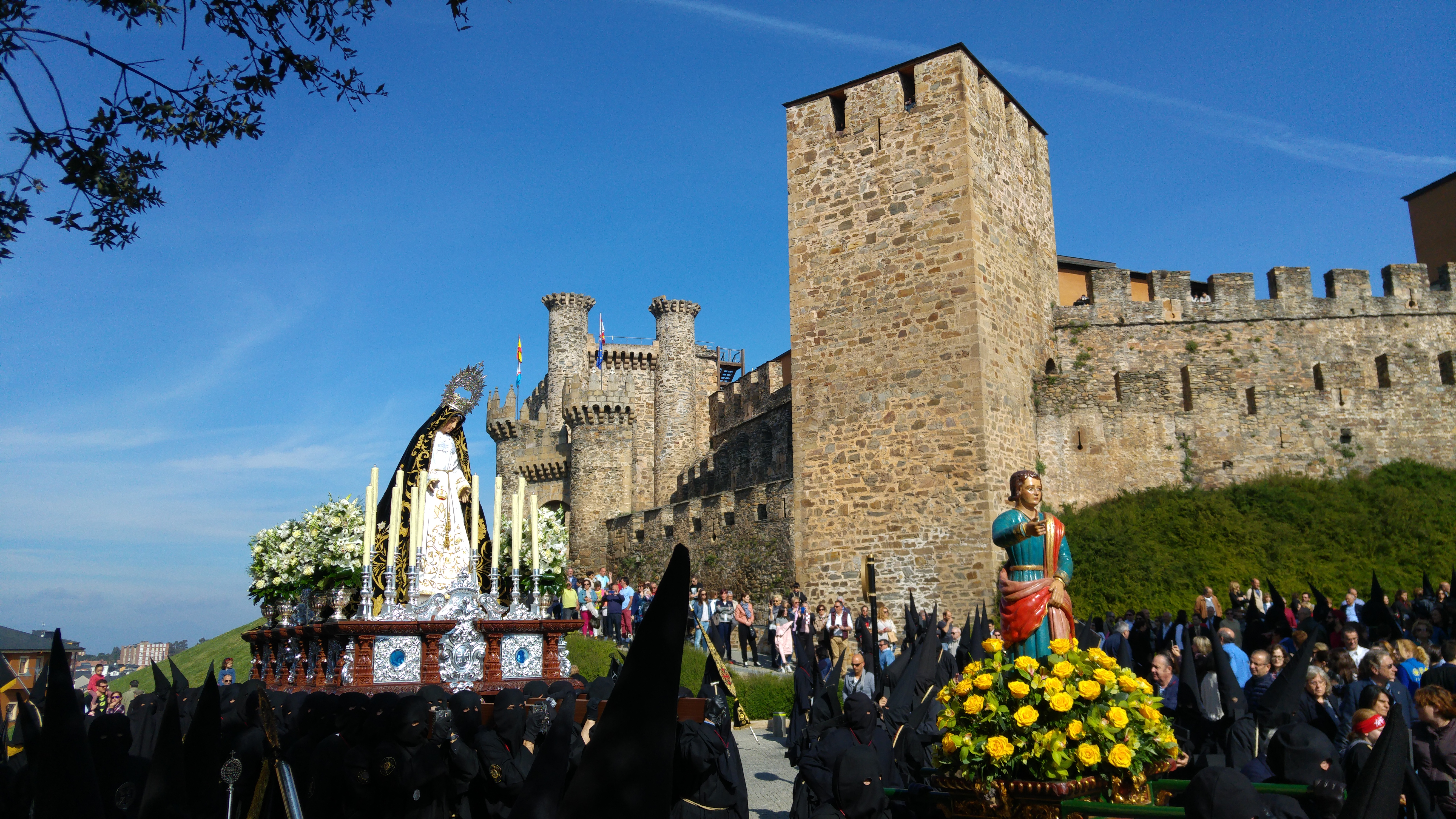
Procesión Encuentro

Es la cofradía que más procesiones realiza a lo largo de la Semana Santa ponferradina, participando en todas las procesiones existentes en la ciudad:
- Procesión de la Dolorosa. Sale el Viernes de Dolores a las 21:00 de la Basílica de La Encina, realizando un recorrido por el casco antiguo de la ciudad, pasando por la plaza del ayuntamiento, y regresando a su punto de origen. Se porta un único paso, Nuestra Señora de los Dolores, también conocida como La Dolorosa.
- Procesión infantil. Esta procesión fue creada en el año 2012,[3] gracias a la elaboración de dos minipasos que son réplicas de los pasos de Nuestra Señora de la Soledad y la Borriquilla, diseñados especialmente para que sean portados por niños. Al año siguiente se crearon un tercer y cuarto paso réplicas del paso de Jesús Nazareno y de San Juanín. Su primera salida tuvo lugar a las 18:00 del Sábado de Pasión, partiendo de la Iglesia de San Andrés, pasa por la plaza de la Encina, continuando el recorrido habitual de varias procesiones de la hermandad, es decir, calle Paraisín, calle jardines, plaza del ayuntamiento y calle del reloj, finalizando en la Basílica de La Encina. Por último, en el año 2022 se estrenó una réplica del paso de la Cruz Desnuda, saliendo por primera vez en la tarde del Sábado de Pasión de dicho año.  Destacar que los cofrades en esta procesión son únicamente niños y niñas, portando ellos los pasos.
- Traslado procesional del Cristo de la esperanza. Novedad en el 2016 el Cristo es portado a mano y sin trono por militares desde la basílica de la Encina siendo entronado  en el castillo de los templarios  e introducido en el castillo.
- Vía crucis penitencial. Hasta el año 2013 Hacía su salida el Lunes Santo a las 20:30 de la Basílica de La Encina, y realizaba un recorrido por la zona de San Andrés del casco antiguo, en el entorno del Hospital de la Reina, regresando a la  Iglesia de San Andrés. Actualmente y desde el año 2014 el Viacrucis tiene lugar dentro del Castillo de los Templarios de Ponferrada, en un entorno idílico y único, procesionando desde 2015 tanto el Cristo de la Esperanza, como el Cristo de la Fortaleza (paso réplica del Cristo de la Fortaleza creado para procesional en la Semana Santa ponferradina en el año 2015)
- Procesión de la Santa Cena. Sale el Jueves Santo a las 19:30 de la Basílica de La Encina, hace el recorrido por el casco antiguo de la ciudad llegando a la plaza del ayuntamiento, y regresando nuevamente a la Basílica de La Encina por la calle del reloj. Procesiona el paso de la Santa Cena. Desde el año 2013, al paso de la procesión por la casa consistorial, se procede a indultar a dos presos[4] que se unen a la procesión.
- Procesión del Encuentro. La procesión más tradicional e importante de la Semana Santa ponferradina, siendo la que más años lleva realizándose. El Viernes Santo a las 9:00 de la mañana. Los pasos comienzan a salir de la Iglesia de San Andrés, continuando por la avenida del Castillo, subiendo por la calle Obispo Osmundo, para alcanzar la plaza del ayuntamiento, desde donde continúan por la calle del reloj a la plaza de la Encina. En este lugar se realiza un encuentro entre los pasos de Jesús Nazareno, Nuestra Señora de la Soledad y San Juanín, escenificando el Encuentro, mientras se celebra un sermón. Los pasos que participan en esta procesión son Oración en el huerto, Flagelación, Ecce Homo, Jesús Nazareno (Titular de la hermandad), Nuestra Señora de la Soledad y San Juanín. Previamente a la procesión, grupos denominados "corredores" recorren toda la ciudad, despertando a los hermanos a toque de clarín y timbal, anunciando el drama de la pasión y avisando de la procesión del encuentro.
- Procesión del Entierro. Sale a las 18:30 del Viernes Santo. Los pasos salen desde la Iglesia de San Andrés, aunque los nazarenos salen tanto de este punto (los que visten túnicas negras y mantillas), como desde la plaza de la Encina (los que visten túnicas blancas). El recorrido continúa desde la plaza de la Encina hasta la plaza del Ayuntamiento por la calle del Paraisín, y posteriormente se adentra en la zona alta de la ciudad, llegando hasta cerca del CEIP Campo de la Cruz. Posteriormente la procesión regresa de nuevo hacia el casco antiguo, finalizando en su lugar de partida, la Iglesia de San Andrés. Es la procesión en la que salen más pasos de toda la Semana Santa ponferradina, ya que procesionan Oración en el huerto, Flagelación, Ecce Homo, Verónica, Jesús Nazareno, Cristo de la Esperanza, Calvario, La Lanzada, La Piedad, Cruz Desnuda, Conducción al sepulcro, Sagrada urna y Nuestra Señora de la Soledad, es decir, un total de trece pasos.
- Procesión de la Soledad. El Sábado Santo  a las 22:00 parte de la Basílica de La Encina realizando un recorrido por el casco antiguo, y llegando a la medianoche a la Iglesia de San Andrés, donde se le entona el canto de la Salve. Únicamente procesiona el paso de Nuestra Señora de la Soledad.
- Procesión de Resurrección. El Domingo de Resurrección por la mañana, a las 11:30, salen de la Basílica de La Encina los pasos del Santísimo Sacramento bajo palio acompañado por nazarenos de túnica blanca sin pucho; y Nuestra Señora de la Encina acompañada por señóras con mantilla, los únicos pasos integrantes de la procesión. Ambos recorren caminos diferentes para llegar a la plaza del Ayuntamiento, donde se produce el encuentro de ambos (Encuentro Pascual), y se le quita el luto a la Virgen de la Encina. Después ambos pasos regresan a la Basílica de La Encina por la calle del reloj.

## Pasos Procesionales
La hermandad cuenta con los siguientes pasos:
- Santa Cena. Evidentemente, en esta escena aparecen trece figuras, la de Jesús y las de los doce apóstoles. Tallado en 1992 por el escultor barquense Xelo de Tremiñá.[5]
- Oración en el huerto. En este paso aparecen Jesús orando, acompañado de un ángel que señala al cielo. De fondo hay un olivo, porque Jesús realizó este acto en el huerto de Getsemaní. En el año 2013 estrena trono, pero finalmente no lo pudo usar, pues la lluvia no permitió que saliera ninguna de las dos procesiones en las que aparece este paso.Paso de Jesús Nazareno en la Procesión del Encuentro

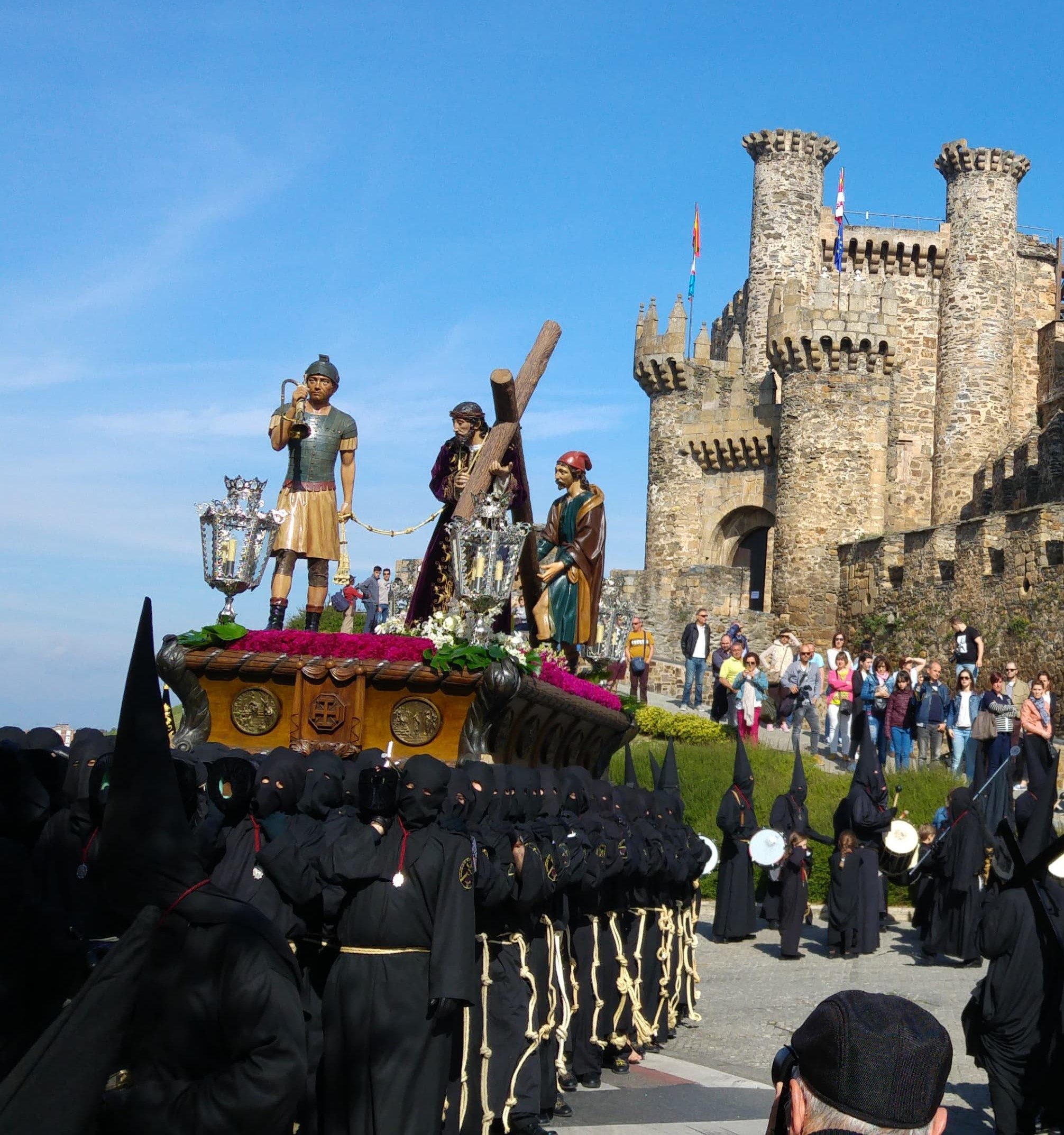
Paso de Jesús Nazareno en la Procesión del Encuentro

- Flagelación. En este paso aparecen Jesús atado, y dos romanos que le están azotando en la espalda.
- Ecce Homo. En este paso únicamente aparece Jesús, vestido con túnica de rey y con una corona de espinas.
- Verónica. En este paso aparecen Jesús, llevando la cruz, y Verónica, que le limpia la cara con un pañuelo en el que queda marcada la cara de Cristo.
- Jesús Nazareno (Titular de la hermandad). El paso más importante de la Hermandad. En él aparecen Jesús Nazareno llevando la cruz, un romano con una trompeta que anuncia la pasión, y Cirineo, que ayuda a Jesús a llevar la cruz.
- Cristo de la Esperanza. En este paso solo aparece Jesús, ya clavado en la cruz. Es un paso portado íntegramente por mujeres.
- Calvario. En este paso aparecen Jesús crucificado, y al pie de la cruz, Nuestra Señora de los Dolores, San Juan, y María Magdalena.Paso Oración en el Huerto en la Procesión del Encuentro

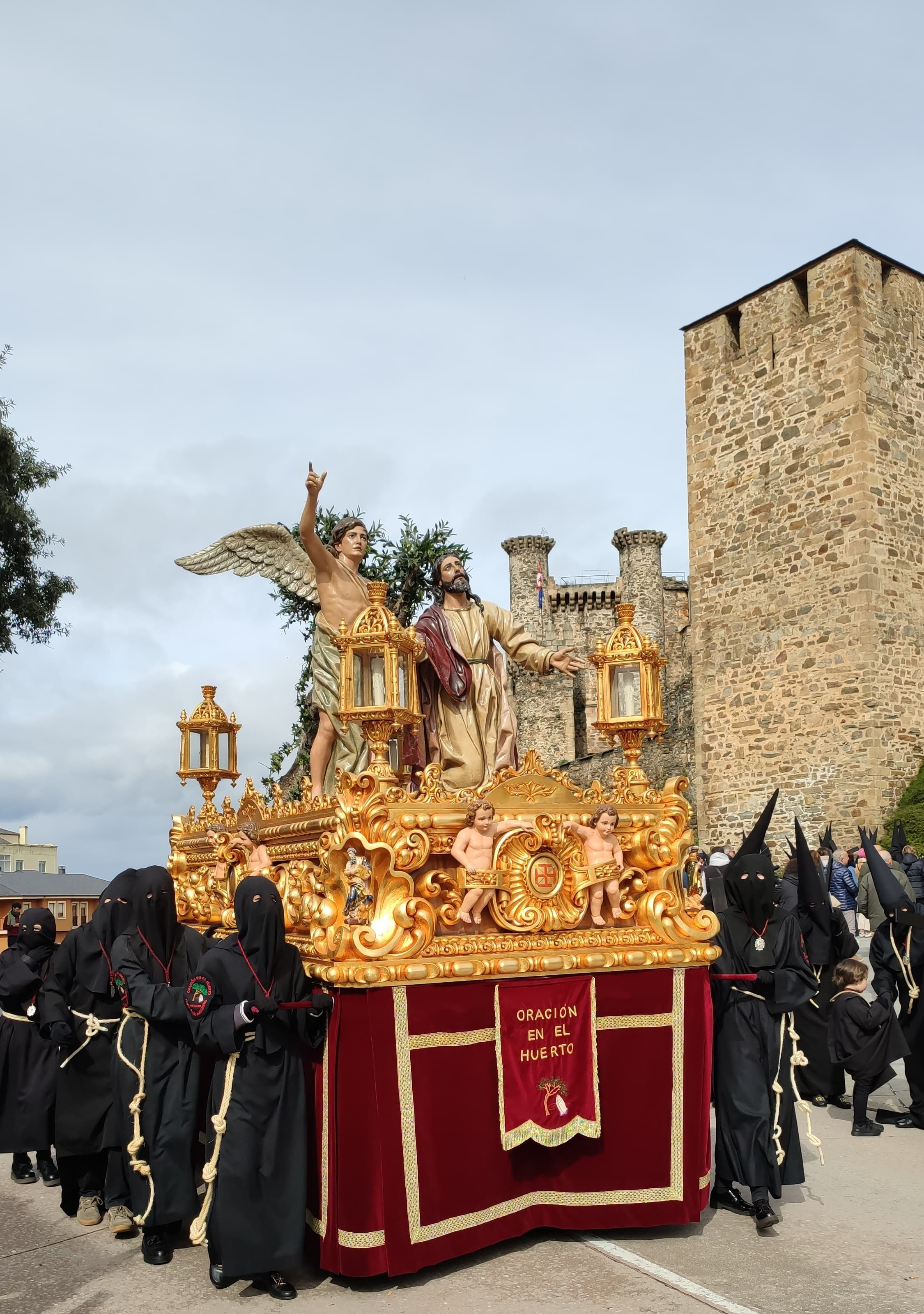
Paso Oración en el Huerto en la Procesión del Encuentro

- La Lanzada. En este paso aparecen Jesús crucificado, el centurión Longinos a caballo para ensartarle con una lanza y otros dos soldados romanos con esponjas para ofrecerle vinagre, como relata el Evangelio. Procesionó por primera vez en el año 2008.[6]
- Piedad. En este paso aparece Jesús muerto, ya bajado de la cruz, en brazos de su madre.
- Conducción al Sepulcro. En este paso aparecen Jesús muerto, siendo llevado al sepulcro por San Juan, Nicodemo y José de Arimatea. Detrás aparecen la virgen María, María Magdalena, María Salomé y María de Cleofás.
- Sagrada Urna. En este paso aparece Jesús muerto en una urna.
- Cruz Desnuda. En este paso no hay ninguna figura, solo una cruz desnuda.
- San Juanín. Una figura de San Juan en miniatura, que corre todos los viernes Santos en la procesión del Encuentro en busca de María para avisarle de la condena de su hijo. La talla data de 1814.
- Nuestra Señora de la Soledad. Una virgen María con un lujoso manto negro. Consta de tres juegos diferentes de manos, uno para la procesión del encuentro, otro para el entierro y un tercero para la procesión de la soledad. La talla data de 1854.

- Cristo de la Fortaleza. Réplica del Cristo de la Fortaleza que presidía la Capilla del Castillo de los Templarios, antes de ser llevada a la Iglesia de San Andrés, realizado en el año 2015. En su interior lleva un documento con la relación de todas las personas que han participado en la colecta para realizar la pieza.

Algunos de estos pasos pueden verse durante el resto del año en el Museo de las Cofradías de Ponferrada. La Virgen de la Soledad, el Jesús Nazareno y la Sagrada Urna suelen estar en la basílica de La Encina. Durante la Semana Santa, están expuestos en el interior de la Iglesia de San Andrés.